# Салто (Модена)
Салто је насеље у Италији у округу Модена, региону Емилија-Ромања.
Према процени из 2011. у насељу је живело 151 становника. Насеље се налази на надморској висини од 684 м.